# Ерофеев, Виктор Владимирович
Ви́ктор Влади́мирович Ерофе́ев (род. 19 сентября 1947, Москва) — русский писатель, литературовед, радио- и телеведущий. Кандидат филологических наук.

## Биография
Родился 19 сентября 1947 года в семье дипломата Владимира Ивановича Ерофеева. Мать — Галина Николаевна, урожд. Чечурина, по профессии — лингвист, переводчик. По утверждению самого писателя, Александр Попов приходится ему прадедом, однако документальных подтверждений оно не находит. В числе своих родственников он также однажды назвал Дмитрия Менделеева, за которого якобы вышла замуж дочь Александра Степановича (на самом деле, жену Менделеева звали Анна Ивановна Попова, она была дочерью донского казака из станицы Урюпинской. Анна Ивановна же была младше Александра Степановича Попова всего лишь на год и никак не могла быть его дочерью).
В 1955—1959 годах жил с родителями в Париже, где его отец работал советником посольства СССР.
В 1970 году окончил филологический факультет МГУ, в 1973 году — аспирантуру Института мировой литературы Академии наук СССР. В 1975 году защитил диссертацию на соискание учёной степени кандидата филологических наук по теме «Достоевский и французский экзистенциализм».
В 1973—1989 годах работал научным сотрудником ИМЛИ. Участвовал в создании глав о канадской литературе в академической многотомной «Истории всемирной литературы». Утверждал, что выдумал свой текст, не написав там ни слова правды, что не находит подтверждения.
Известность получил после публикации эссе «Маркиз де Сад, садизм и XX век» в журнале «Вопросы литературы» (1973).
В 1979 году за организацию в самиздате неподцензурного альманаха «Метрополь» был исключён из Союза писателей.
В 1982 году совместно с Владимиром Сорокиным и Дмитрием Приговым создал литературную группу ЕПС (Ерофеев-Пригов-Сорокин),
По рассказу Виктора Ерофеева «Жизнь с идиотом» композитор Альфред Шнитке написал оперу, премьера которой состоялась в Амстердаме в 1992 году. В 1993 году по этому же рассказу Александр Рогожкин снял одноимённый фильм.
Лауреат премии имени В. В. Набокова (1992).
С февраля 1998 по август 2011 года — автор и ведущий телепрограммы «Апокриф» на телеканале «Культура». Виктор Ерофеев о программе:

Мы занимаемся душевной стоматологией: разбираем нашу душу и лечим дырки, если это возможно, а некоторые зубы вырываем. Боли мы никому не причиняем. Программа — довольно редкая для телевидения: она не конфликтная, не сталкивает мнения. Это платоновские беседы по поводу того, что мы в жизни собой представляем. Наша программа — литературная. Мы ищем ценности, опираясь на книги, на жизнь писателей. Как ни странно, несмотря на сложность и порой нескрываемую глупость этой передачи, у неё возникла большая аудитория. Нам удалось сделать главное — чтобы сложные темы доходили до самых неискушённых людей, но при этом оставались весьма искушёнными.
— Журнал «Огонёк» № 4, 23 января 2006
С января 2003 по май 2011 года вёл передачу «Энциклопедия русской души» на «Радио Свобода».
В 2008 году принял участие в реалити-шоу «Последний герой», где, отказавшись прыгать в море с борта судна, в первый же день выбыл вместе с Никитой Джигурдой со скандалом.
В январе 2014 года принял участие в программе «Дилетанты» на телеканале «Дождь», посвящённой блокаде Ленинграда, где ведущие вместе с ним обсуждали вопрос, можно ли было уменьшить количество жертв, не лучше ли было спасти сотни тысяч человек, сдав город наседавшему врагу. Вопрос, неаккуратно сформулированный и вырванный из контекста передачи (что сразу сделало его куда более провокационным, чем сам разговор ведущих), многим показался оскорбительным и «кощунственным».
С 2022 года Ерофеев живёт в Берлине. В одном интервью он сказал: «…в любом случае Европа для меня — не эмиграция. Я просто уехал от всей этой трагедии, чтобы её лучше понять».

## Общественная позиция
В 1996 и 2003 году был среди деятелей культуры и науки, призвавших российские власти остановить войну в Чечне и перейти к переговорному процессу.
В марте 2014 года вместе с рядом других деятелей науки и культуры выразил своё несогласие с политикой российской власти в Крыму.

## Семья
Отец — Владимир Иванович Ерофеев (1920—2011), советский дипломат.
Мать — Галина Николаевна Ерофеева (Чечурина) (1920—2012), переводчица.
Брат — Андрей Владимирович Ерофеев (род. 1956), искусствовед и куратор выставок.
Первая жена — Веслава Скура (род. 1946), польский дизайнер, художник книжной графики. Сын Олег Ерофеев (род. 1976), художник-дизайнер основанного отцом издательства «Зебра Е» (Москва).
Фактическая жена — Евгения Вадимовна Прокопюк (род. 1981), фотохудожница, в свое время была известна под псевдонимом Женя Дюрер. Дочь Майя Ерофеева (род. 2005). После расставания Виктора Ерофеева и Евгении Прокопюк суд оставил Майю жить с отцом.
Вторая жена (с 5 ноября 2010 года) — Екатерина Владиславовна Ерофеева (род. 1987). Дочь Марианна Ерофеева (род. 2017)

## Участие в творческих и общественных организациях
- Член Русского ПЕН-центра
- Заместитель председателя Содружества русскоязычных литераторов Германии (СЛоГ) (с 2024)[23]

## Награды
- Кавалер ордена Искусств и литературы (Франция, 2006)[24].
- Кавалер ордена Почётного легиона (Франция, 2013)[25].
- Орден Заслуг перед Республикой Польша степени кавалера командорского креста (Польша, 2014 год) — за выдающиеся заслуги в популяризации польской культуры, за достижения в художественном творчестве[26].

## Критика
В марте 2009 года группа граждан, поддержанных затем Движением против нелегальной иммиграции, обратилась в прокуратуру с просьбой проверить текст книги Ерофеева «Энциклопедия русской души» на наличие в нём элементов экстремизма и разжигания национальной розни. В заявлении были процитированы фрагменты из книги, являющиеся, по мнению подавших заявление, русофобскими: «Русских надо бить палкой». «Русских надо расстреливать». «Русских надо размазывать по стене. Иначе они перестанут быть русскими». «Русские — позорная нация». Лидер ДПНИ Александр Белов, одобрив инициативу соратников, отметил: «Нужно учиться у евреев и других малых народов защищать свои права».
Сам Ерофеев заявил, что текст книги не следует трактовать как его позицию: «…здесь обыкновенное недоразумение, филологическая ошибка. Перепутаны позиции автора и его персонажа. В моей книге описаны похождения русского интеллигента, который сходит с ума и начинает поносить и власть, и наш народ, и Запад, и Восток». Владимир Сорокин выступил в защиту своего коллеги: «Это такое нелицеприятное объяснение в любви к русской душе у Виктора, и надо быть идиотом, чтобы разглядеть в этом русофобию».
В марте 2011 года публицист Владимир Бушин опубликовал в газете «Завтра» статью «Любовь к вранью…». В ней он, кроме всего прочего, подверг критике роман «Хороший Сталин», в котором Ерофеев, по его мнению, «предстал в образе невежественного охвостья Радзинского и других». Писателю досталось от критика и за неправильное употребление мата: «Впервые в жизни встречаю русского, который родной мат учил, как персидский. И выучил плохо, употребляет мат и близкие к нему слова неуклюже, неграмотно, комично, однако очень назойливо в надежде, что это единственное, что может придать ему литературную и человеческую значительность».

## Отношение к авторскому праву
В декабре 2010 года Виктор Ерофеев подписал открытое письмо к президенту России Дмитрию Медведеву с призывом не допустить принятия поправок в IV часть Гражданского кодекса, предусматривающих для библиотек и образовательных учреждений возможность оцифровки книг без согласования с правообладателями и бесплатного межбиблиотечного обмена полученными цифровыми копиями. Авторы письма считают, что «некоторые из поправок, в целом прогрессивных для развития авторского права в России, своей неточностью и размытостью формулировок дают лазейки пиратам, перечёркивают само понятие рынка электронной книги и открывают практически неограниченный простор для пиратства».

## Произведения
- 1979 — Ядрёна Феня (в составе альманаха «Метрополь»)
- 1980 — Жизнь с идиотом
- 1982 — Русская красавица
- 1995 — Страшный суд
- 1997 — Мужчины
- 1997 — Русские цветы зла (составитель антологии)
- 1998 — Пять рек жизни
- 1999 — Энциклопедия русской души
- 2001 — Бог X. Рассказы о любви
- 2002 — Лабиринт два
- 2003 — Пупок
- 2003 — Роскошь
- 2003 — Найти в человеке человека
- 2004 — Хороший Сталин
- 2005 — Шаровая молния
- 2006 — Русский апокалипсис. Опыт художественной эсхатологии
- 2008 — Свет дьявола. География смысла жизни
- 2012 — Акимуды
- 2017 — Розовая мышь
- 2023 — Великий Гопник (на немецком языке)
- 2024 — Великий Гопник. Записки о живой и мертвой России[36]

## Статьи
- Putins Russland hat ein Image-Problem // Die Welt, 13. Februar 2007.
- Последняя надежда России на английском языке
- Похвала Сталину, Огонёк. — 2008. — № 29.

## Экранизации
- 1993 — Жизнь с идиотом
- 2001 — Русская красавица